# つくば国際会議場
つくば国際会議場（つくばこくさいかいぎじょう）は、日本・茨城県つくば市竹園二丁目20番地3にある国際会議場である。2007年・2008年における国際会議開催件数は日本第4位（会議専用施設では日本第2位）。愛称はEPOCHAL TSUKUBA（エポカルつくば）。館長は江崎玲於奈。

## 概要
1999年（平成11年）6月に、つくば市中心部（筑波研究学園都市研究学園地区）に開館した国際会議場である。年間50件を超える国際会議や、会議・研修・採用活動・イベント等に利用されている。また、指定管理者制度により、つくばコングレスセンター(財団法人茨城県科学技術振興財団、株式会社JTB法人東京、株式会社クレフ、株式会社セノン、高橋興業株式会社、株式会社つくばエッサ、テスコ株式会社の共同企業体)が管理・運営を行っている。
ペデストリアンデッキ（つくば公園通り）の緑との同化を志向したガラスを多用した建築物となっている。
茨城県は2021年12月から新たに施設命名権の募集を行う施設を発表し、つくば国際会議場大ホールも施設命名権の募集の対象となった。

## 施設
最大1,258名収容の大ホール、300名・200名収容の中ホール、多目的ホール、大会議室、中会議室、小会議室、特別会議室、屋上庭園、レストラン（エスポワール）から構成される。また、大ホール、中ホール、会議室を映像で結ぶことにより、2,500名規模の会議を行うこともできる。大ホールには400インチのプロジェクターが設置されているほか、6言語同時通訳、衛星対応テレビ会議システムが整っている。
| - ホール - 大ホール - 客席：1258席（2階分） - 面積：1465m2 - 多目的ホール - 客席：528席 - 面積：627m2 - 中ホール200 - 客席：200席 - 面積：415m2 - 中ホール300 - 客席：300席 - 面積：460m2 | - 会議室 - 大会議室 - 大会議室101・102 - 中会議室 - 201（A/B）・202（A/B）・406 - 小会議室 - 301・303・304 - 401・402・403・404・405（A/B）・407（A/B） - 特別会議室 - 302 |

## イベント
2006年（平成18年）は自主事業を行っていない。毎年1月終わりもしくは2月初め頃に、つくばサイエンスアカデミーが主催する「つくばテクノロジーショーケース」が開催される。つくば市内に所在する研究機関（筑波大学、産業技術総合研究所、高エネルギー加速器研究機構、物質・材料研究機構、食品総合研究所、国立環境研究所、防災科学技術研究所、宇宙航空研究開発機構など）が開発したサイエンス、テクノロジーの展示を行う。また、「つくばフィルム・コミッション」の支援により、映画やテレビドラマの撮影が頻繁に行われている。2010年（平成22年）8月10日には、研究機関の集積するつくば市の特性を活かし、研究所を見学し、つくば国際会議場で資料まとめとプレゼンテーションを行うというイベントや、つくばサイエンスキャスティングワークショップが開催された。

## 運営
つくば国際会議場は「つくばコングレスセンター」が運営している。指定管理者の7団体のコンソーシアムで組織されており、構成員は次の通りである。
- 財団法人茨城県科学技術振興財団
- 株式会社JTB法人東京
- 株式会社クレフ
- 株式会社セノン
- 高橋興業株式会社
- 株式会社つくばエッサ
- テスコ株式会社

## アクセス
つくば駅徒歩圏にあり、列車と徒歩を組み合わせて東京都心から最速1時間以内で到達できる。つくば駅からはバスも毎時2本運行されている。
周辺各地からはひたち野うしく駅、荒川沖駅、土浦駅などからバスでアクセス可能。
また、高速バスにより羽田空港、成田空港からもアクセスしやすい。

### 東京方面から

#### 鉄道
- 首都圏新都市鉄道つくばエクスプレスつくば駅下車
秋葉原駅より快速列車で45分
  - A3出口より徒歩7分。
  - バスの場合、A3出口のつくばセンターバスターミナル4番のりばより関東鉄道 [CG] 学園南循環もしくは5番のりばより[11D] 土浦駅西口行きで数分、「つくば国際会議場」停留所下車。

#### 高速バス
- 東京駅、羽田空港、成田国際空港からバス
  - 「つくばセンター」停留所下車。徒歩7分。

### 周辺各地から
- ひたち野うしく駅
  - 関東鉄道・JRバス関東 [31A][32A]など つくばセンター方面行きで約30分、「東新井南」停留所下車、徒歩約7分。
- 土浦駅
  - 西口3番のりばより[11D] つくばセンター行きで約20分、「つくば国際会議場」停留所下車。
  - [10]、[11]、[11B]、[19B] 「つくばセンター」停留所下車、徒歩7分。
- 荒川沖駅、石下駅、下妻駅
  - 「つくばセンター」停留所下車、徒歩7分。

## 周辺施設
- ホテルJALシティつくば（旧：オークラフロンティアホテルつくばエポカル）
- 科学技術国際交流センター
- デイズタウンつくば
- 竹園公園
- つくば市立竹園西小学校
- つくば市立竹園西児童館
- 学園南大通り
- 物質・材料研究機構千現地区
- コジマ学園都市店
- 茨城県立竹園高等学校